# PZL P.6
PZL P.6 este un prototip de avion de vînătoare polonez, construit și proiectat de Zygmunt Popławski la inceputul anilor 30. Primul zbor al avionului PZL P.6 a avut loc la septembrie 1930.
Avionul a fost realizat de PZL Varșovia.
Echipaj: 1
Lungime: 7,16 m
Anvergura aripii: 10,30 m
Înălțime: 2,75 m
Suprafață portantă: 17,30 m²
Masa (gol): 863 kg
Masa (încarcat): 1.340 kg
Motor: 1x Gnome-Rhone Jupiter VI FH, max. 450 PS
Viteza maximă: 292 km/h
Plafon practic: 8,000 m
Raza de acțiune: 600 km